# Irène Klestova
 (janvier 2020).
Irène Klestova ou Irina Klestova (en russe : Ирина Борисовна Клестова) est une peintre russe.

## Biographie
Irène Klestova est née le 13 mars 1907 à Saratov en Russie. Elle poursuit ses études dans une école privée de F. I. Rerberg à Moscou.
En 1925, elle émigre en Europe occidentale. En 1925-1926, elle suit les cours de l'Académie des Beaux Arts de Rome.
À Venise, Irène Klestova rencontre le peintre Lev Tchistovsky qui devient son époux. En 1926, ils s'installent à Paris dans le quartier Montparnasse, impasse du Rouet.
Dans les années 1930, elle et son mari quittent Paris pour Cénevières une petite ville du sud-ouest français où elle s’est mise à cultiver les orchidées qui lui servaient de modèles.

## Les œuvres
Les nus, les paysages, les portraits et les natures mortes de Klestova sont exécutés dans le style académique. Ce sont ses natures mortes avec des roses, pivoines, lis, orchidées et dahlias qui sont les plus connus.
Klestova était membre de la Société nationale des beaux-arts et sociétaire du Salon des Indépendants.
En 1931, elle a participé à l’exposition de peintres de « L’union des Russes diplômés des écoles supérieures étrangères ». Entre 1935 et 1975, elle exposait au Salon des Indépendants,, au Salon de Meudon (1945), au Salon du Printemps (1947, 1948), au Salon de « L’Art libre » (1947, 1948) ainsi que dans des nombreuses expositions en Grande-Bretagne et aux États-Unis.
Certains de ses tableaux sont présentés dans le livre du peintre américain Walter T. Foster (en) « Comment dessiner et peindre les fleurs ». Ce livre est traduit en plusieurs langues.
Les toiles de cette artiste font partie de la collection du Musée de Beaux-Arts de Villefranche-de-Rouergue, de celle du château de Cénevières ainsi que des galeries britanniques et américaines publiques et privées,,.
Irène Klestova meurt le 18 janvier 1988 à Paris. Elle est enterrée à côté de son mari à Cénevières,.